# Diotisalvi
Diotisalvi ou Deotisalvi est le nom donné à un architecte italien actif à Pise au XIIe siècle.

## Biographie
Les sources anciennes ne spécifient pas le lieu de naissance de cet architecte actif à Pise au XIIe siècle. Dans l'une d'elles, il est dit pisan, quoiqu'il lui soit attribué le nom de Petroni, qui est probablement l'origine des hypothèses qui le donnent comme siennois, alors que l'attribution, tout à fait douteuse, de travaux à Lucques l'ont également fait lucquois,.

## Œuvres
À Pise, Diotisalvi se consacra aux constructions à plan central :
- La chapelle Sainte-Agathe
- L'église du Saint-Sépulcre
- Baptistère Saint-Jean-Baptiste.

### Chapelle Sainte-Agathe
La chapelle Sainte Agathe (it) est située derrière l'église di San Paolo a Ripa d'Arno. C'est une petite construction octogonale en briques, elle présente sur ses sept côtés une fenêtre trifore insérée dans un arc (le huitième côté est la porte d'entrée, également incluse dans un arc). La coupole conique, est revêtue à l'extérieur d'un toit pyramidal.

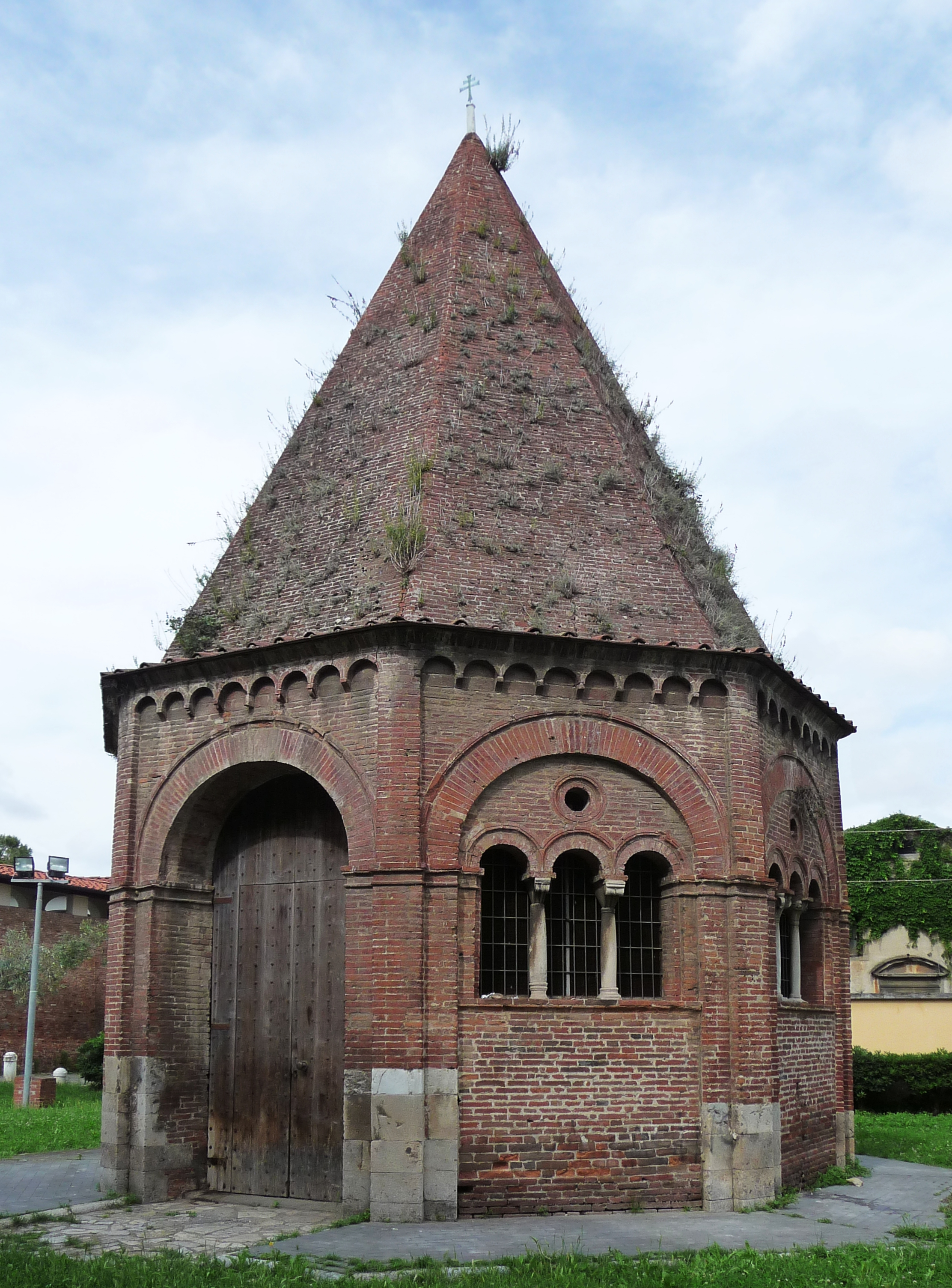
Chapelle Sainte Agathe, Pise

### Église du Saint-Sépulcre
Si l'attribution de Sainte-Agathe à Diotisalvi est hypothétique, beaucoup plus certaine est sa paternité pour l'église du Saint-Sépulcre. De deux inscriptions sur le campanile ressort le nom de Diotisalvi : « HUIUS OPERIS FABRICATOR/D(EU)STESALVET NOMINAT(UR) ». Diotisalvi aurait donc construit l'église et le campanile probablement en 1152 ou 1153 (calendrier pisan). L'église, commanditée en toute probabilité, par les Templiers, prenait pour modèle celle du Saint-Sépulcre de Jérusalem. L'édifice a un plan octogonal, renforcé de contreforts aux angles, sur chaque côté s'ouvrent deux fenêtres placées en hauteur, quatre portails (aujourd'hui trois) sont disposés sur les côtés d'une façon alternative. À l'intérieur, un vaste déambulatoire, couvert d'un toit, entoure la partie centrale où huit piliers élancés soutiennent autant d'arches sur lesquelles repose le tambour octogonal surmonté d'une coupole pyramidale. Le campanile, dont la base est en pierres jusqu'au premier ordre et en briques ensuite, est rythmé par des corniches à bande lombarde.

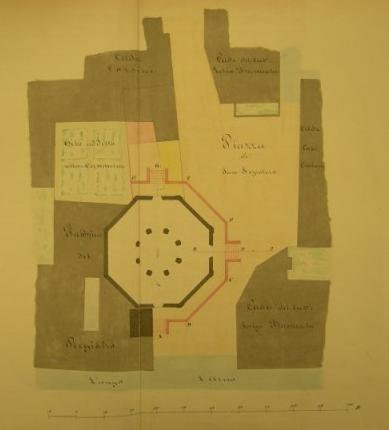
Plan église du Saint-Sépulcre, Pise
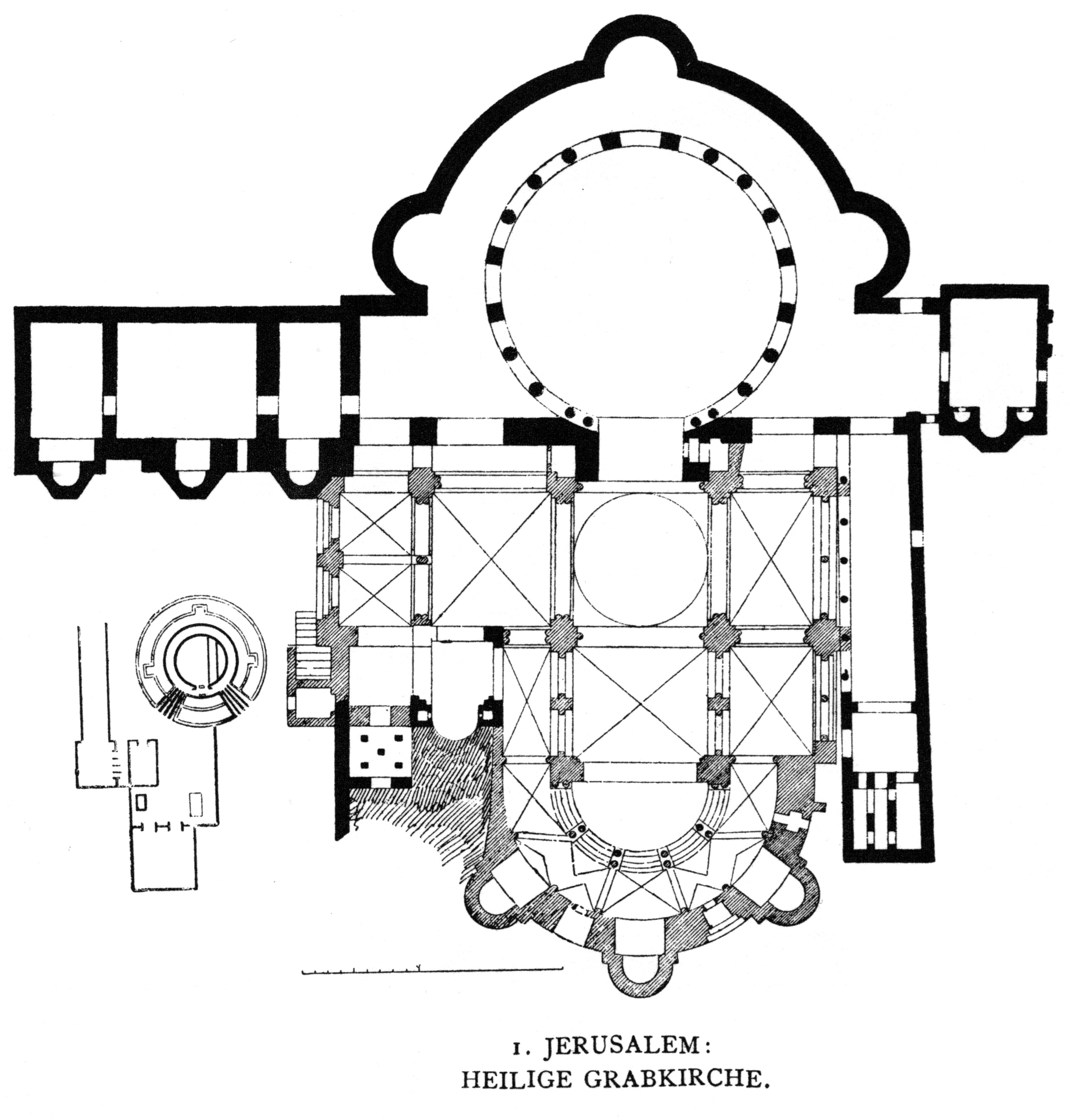
Plan église du Saint-Sépulcre, Jérusalem
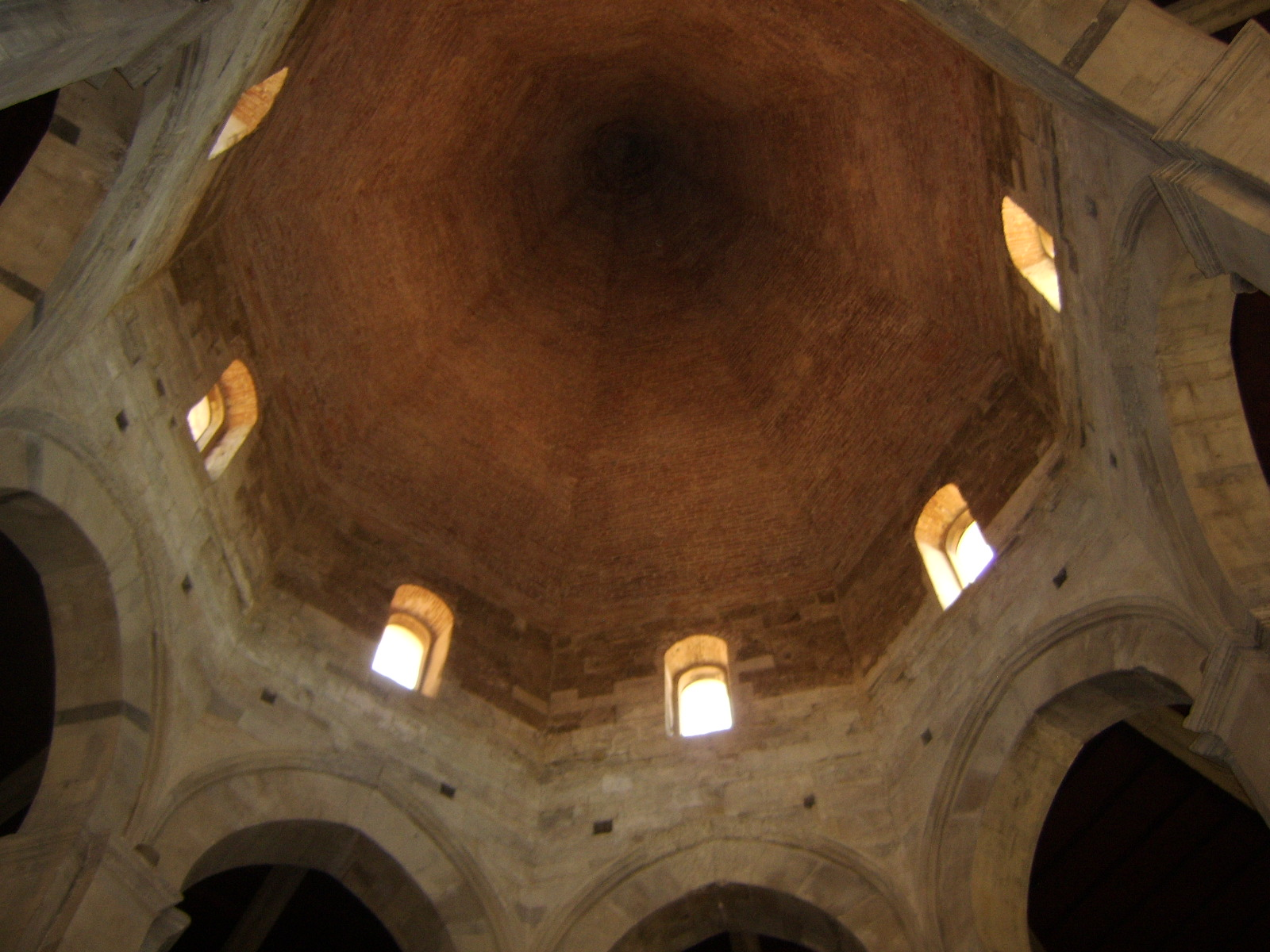
Coupole Saint-Sépulcre, Pise
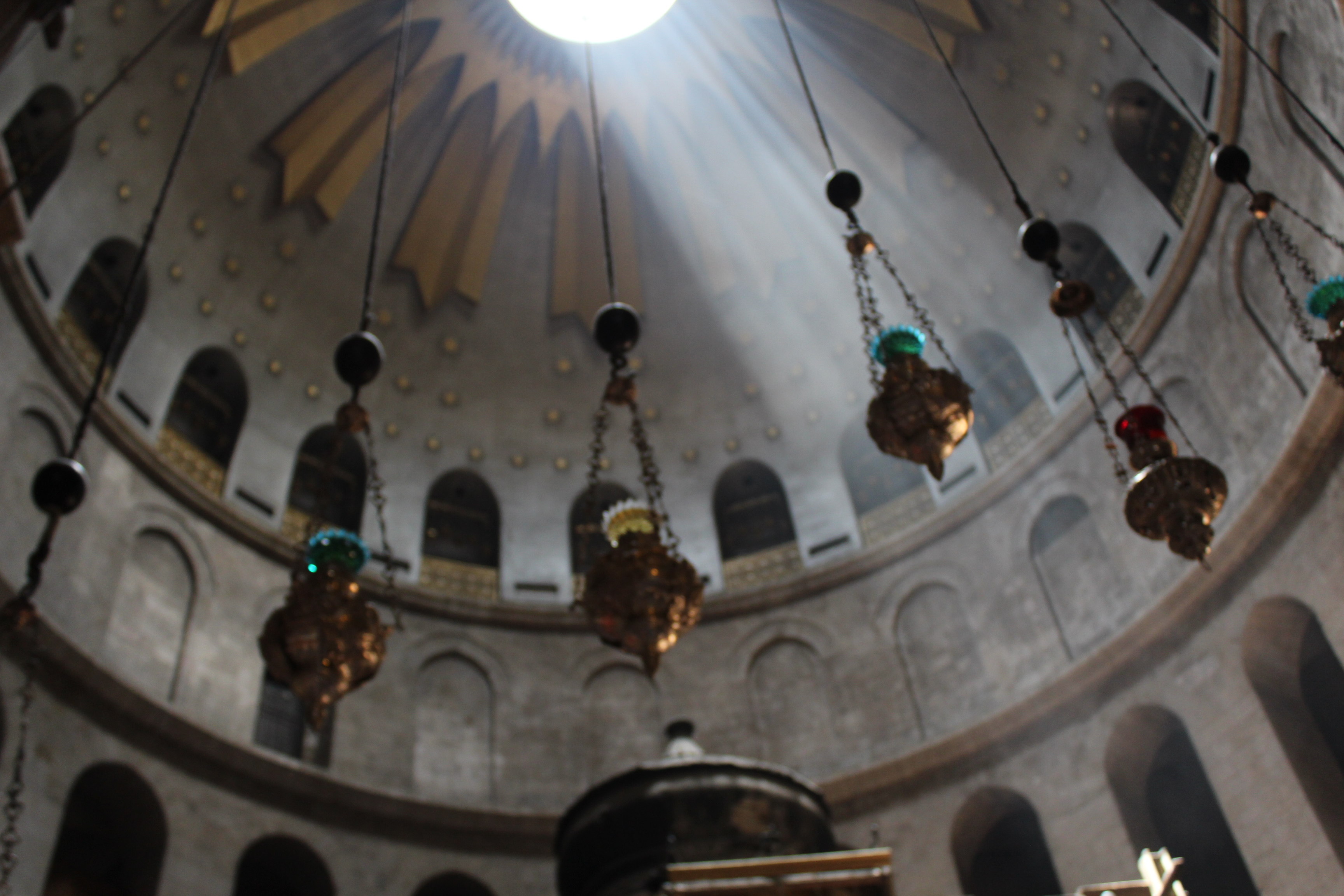
Coupole Saint-Sépulcre, Jérusalem
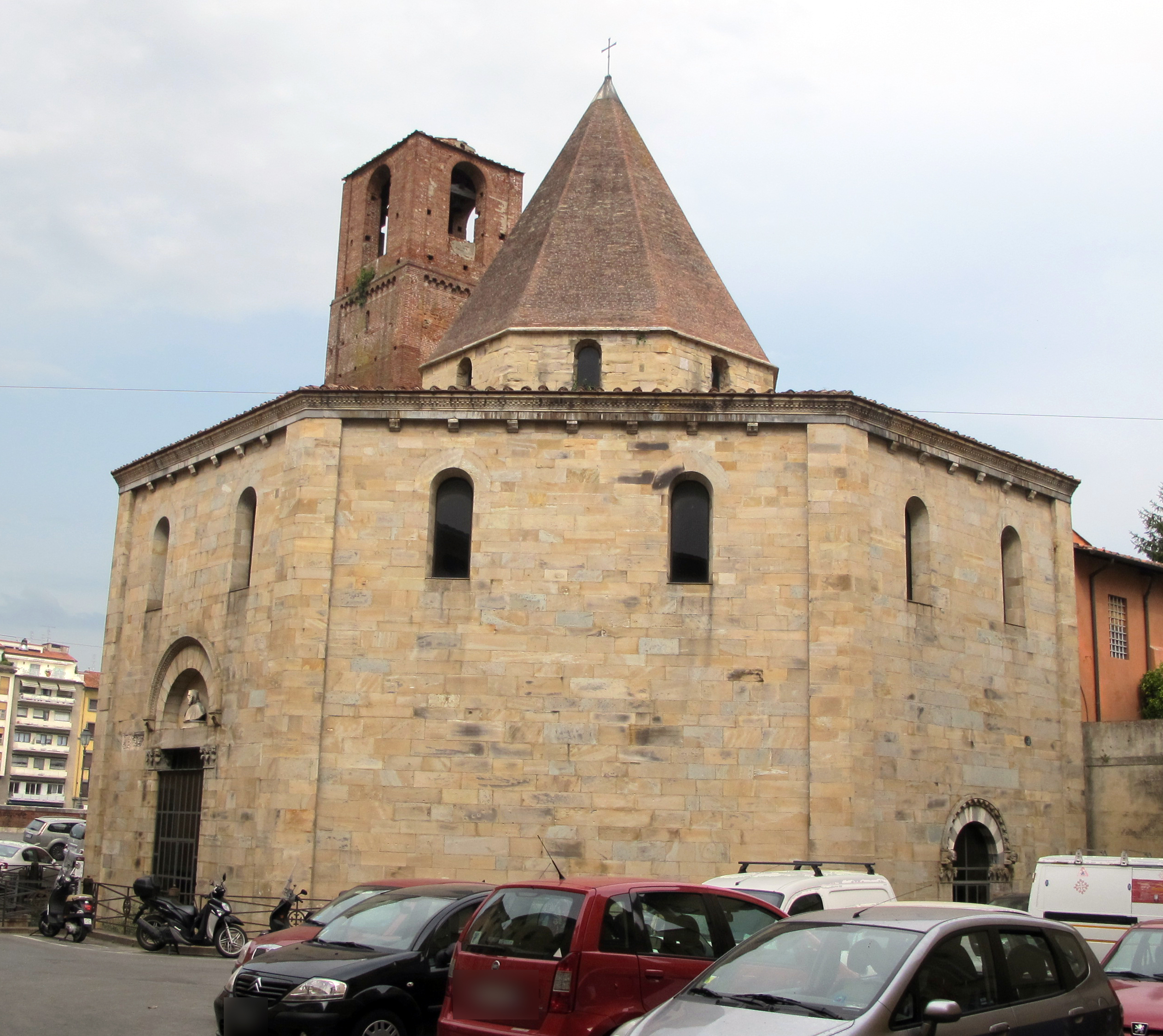
Vue extérieur Saint-Sépulcre, Pise
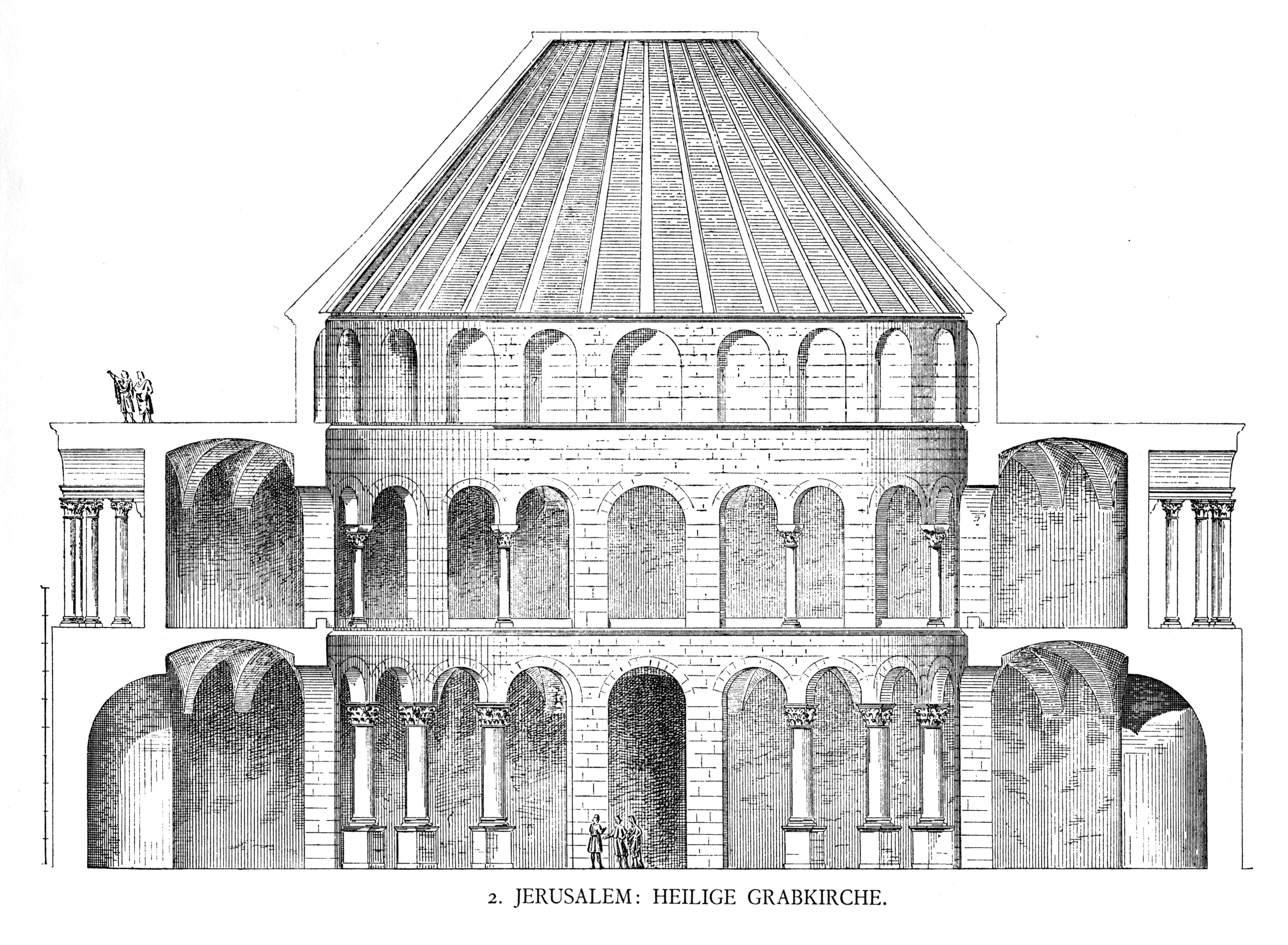
Vue d'ensemble Saint-Sépulcre, Jérusalem

### Baptistère Saint-Jean-Baptiste
L'édifice pisan reconnu sans conteste comme œuvre de Diotisalvi est le baptistère qu'il avait certainement projeté de construire en entier mais dont il ne put terminer l'exécution. La disposition générale du bâtiment correspond pleinement à la pensée du maître fondateur, séparé de la cathédrale tout en restant contigu, selon l'ancienne tradition des baptistères. Disposé en parfaite harmonie avec les autres édifices dans l'ample espace de la place, l'œuvre, commencée en 1152, exactement le 15 août, était destinée à remplacer un ancien baptistère octogonal dont les fondations ont été mises à nu au cours de travaux d'excavation au Camposanto, début 1960. Pour le baptistère, Diotisalvi reprend le modèle de son église du Saint-Sépulcre. Un plan circulaire coupé de quatre portes. À l'extérieur, le mur, rythmé par seize arcades aveugles, s'achève au pied d'une galerie bordée d'une arcature à claire-voie dont l'élégance aujourd'hui est un peu brouillée par des décorations gothiques ajoutées dans une phase ultérieure des travaux. L'intérieur, d'une extraordinaire composition, avec le mur périphérique de marbre bicolore à la manière typiquement toscane, le cercle de quatre piliers alternés avec quatre couples de colonnes reliés par douze arcades, constituent quatre secteurs de trois arcades chacun dont les médianes sont parfaitement axées sur les portes correspondantes. Au-dessus du déambulatoire annulaire, court une galerie et les douze piles reprennent leur élan jusqu'au tambour qui supporte une coupole tronc-pyramidale à base dodécagonale. À l'origine cette couverture était ouverte en son sommet par un oculus et c'est pourquoi Diotisalvi avait prévu une inclinaison au sol, afin de canaliser l'eau de pluie qui ne choirait pas dans la vasque baptismale prévue au centre de l'édifice et dans l'axe de cette ouverture vers le ciel,.
La date de début des travaux de Diotisalvi (1153 du calendrier pisan) est rappelée à l'intérieur, sur les colonnes à droite et à gauche de l'entrée principale ; une autre inscription, sur la colonne de droite signe ces travaux : « DEUSTESAVET MAGISTER HUIUS OPERIS »,.

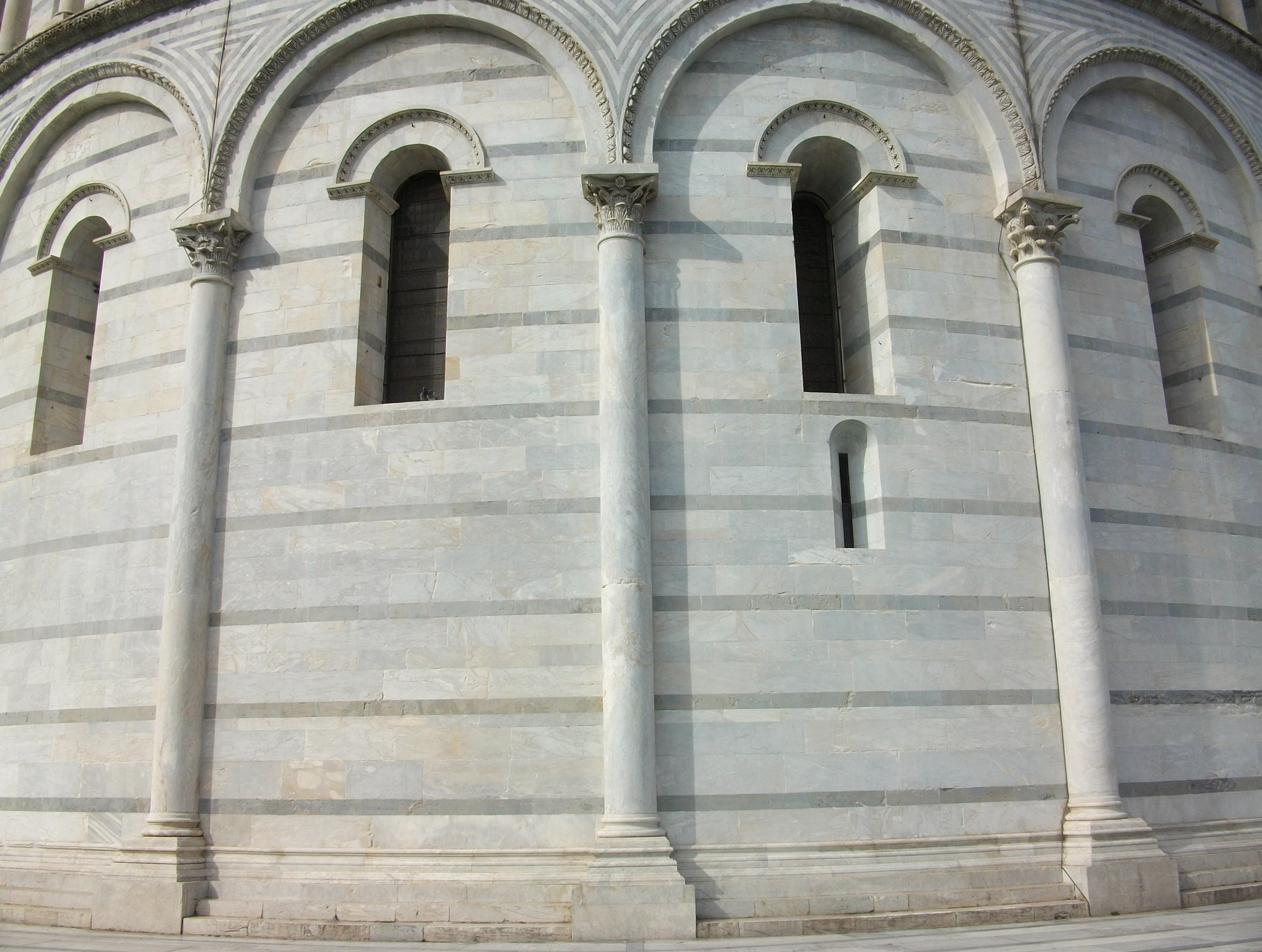
Arcades aveugles extérieures
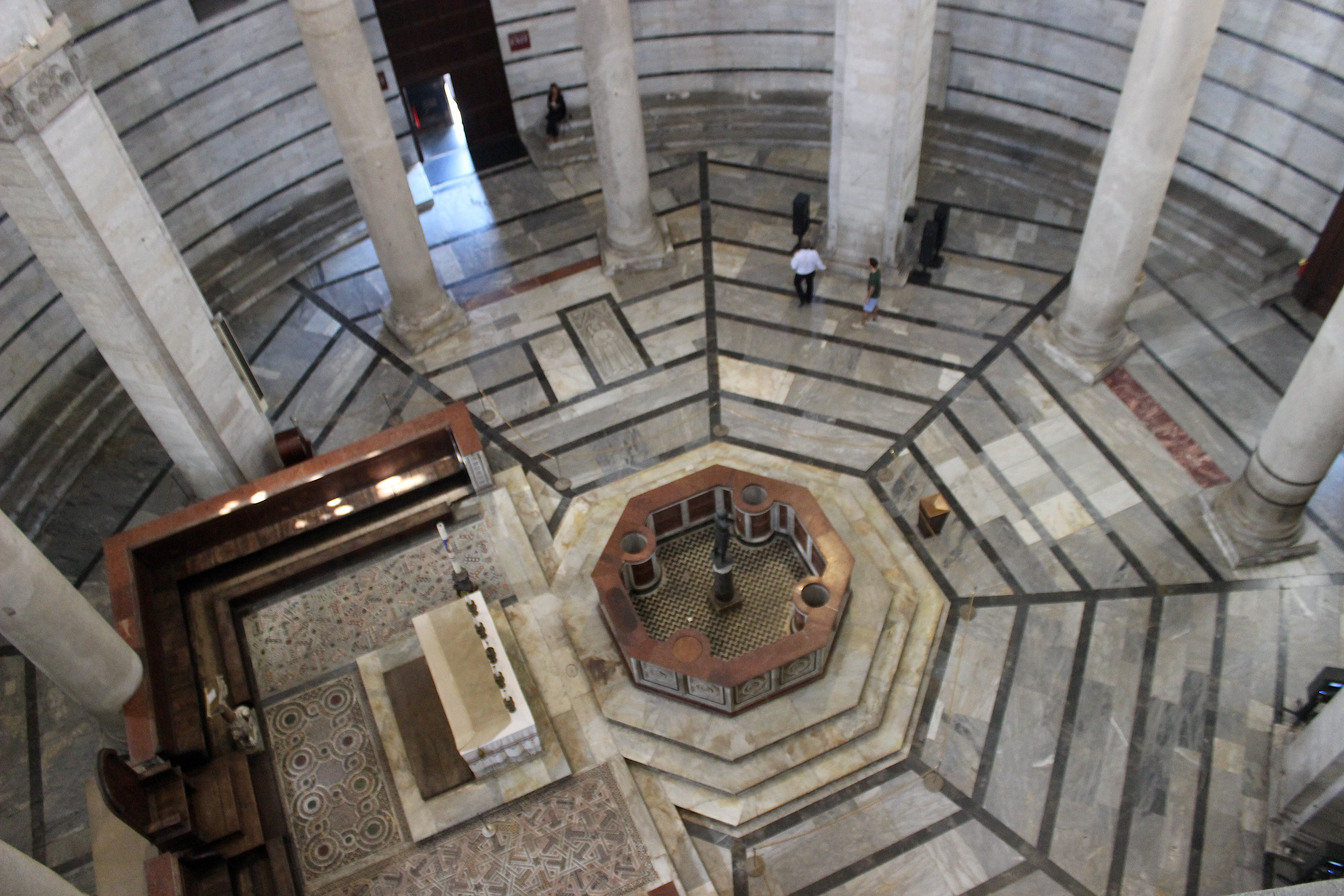
Le plan au sol
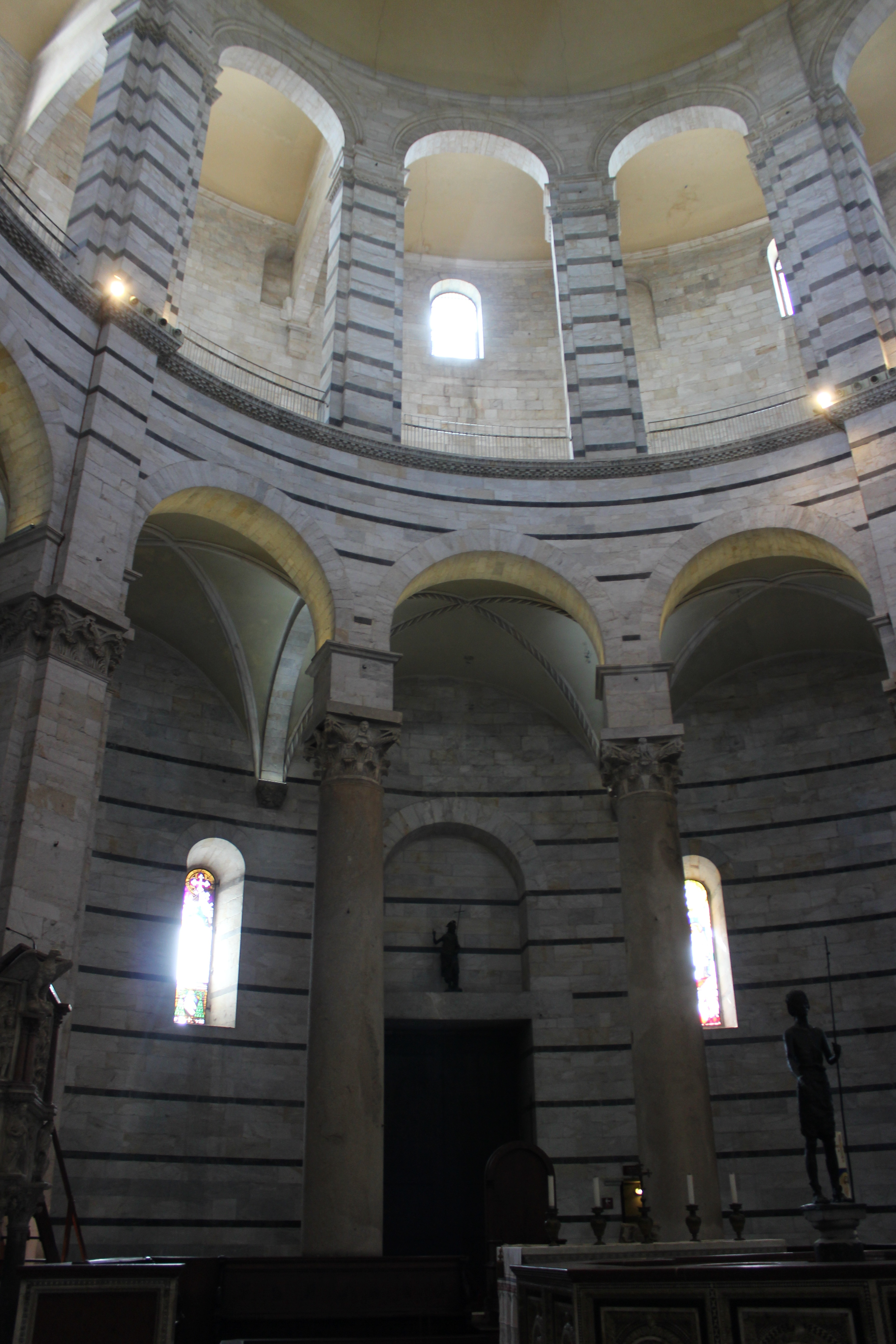
Les piles et la galerie
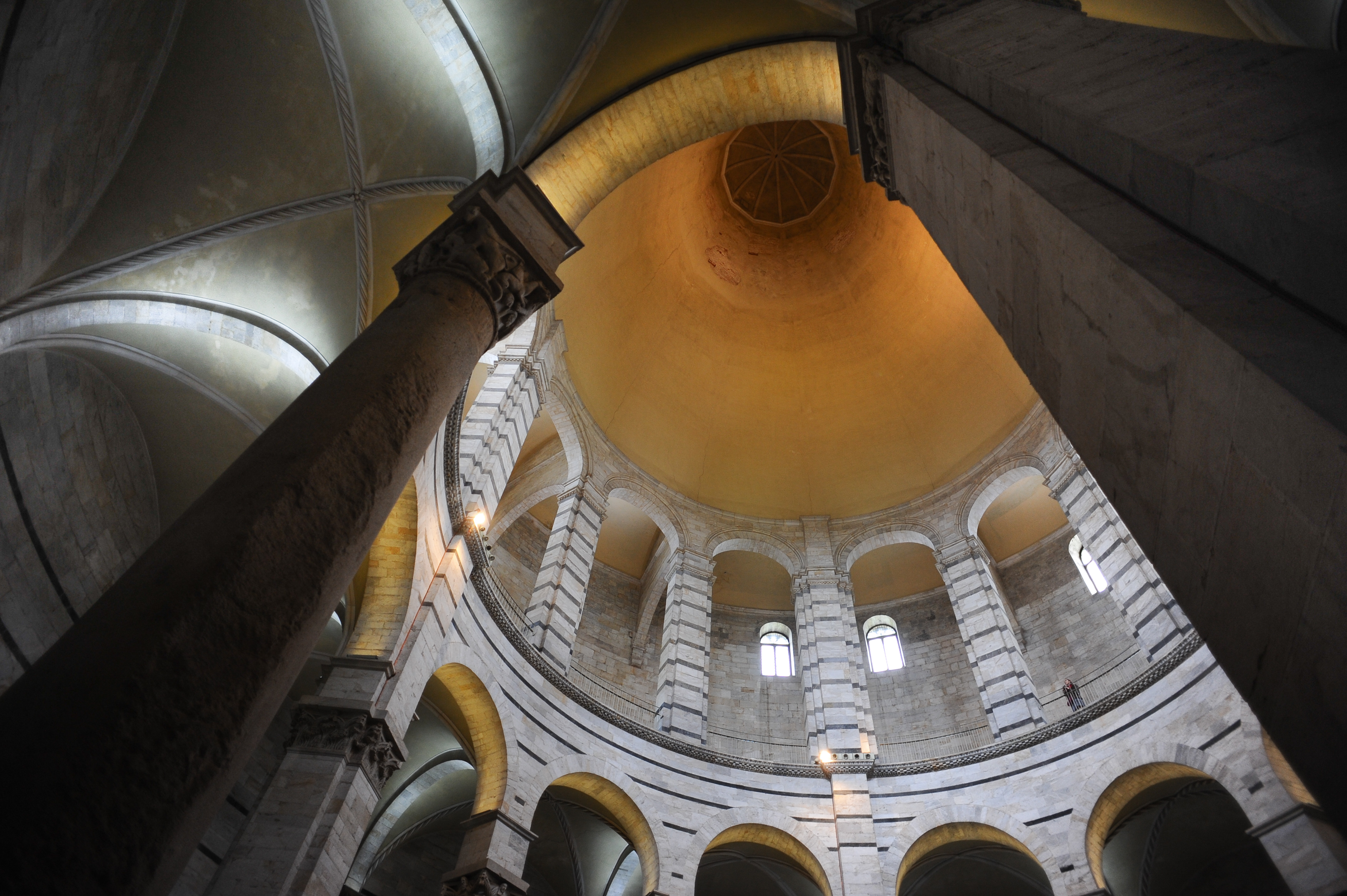
La coupole intérieure
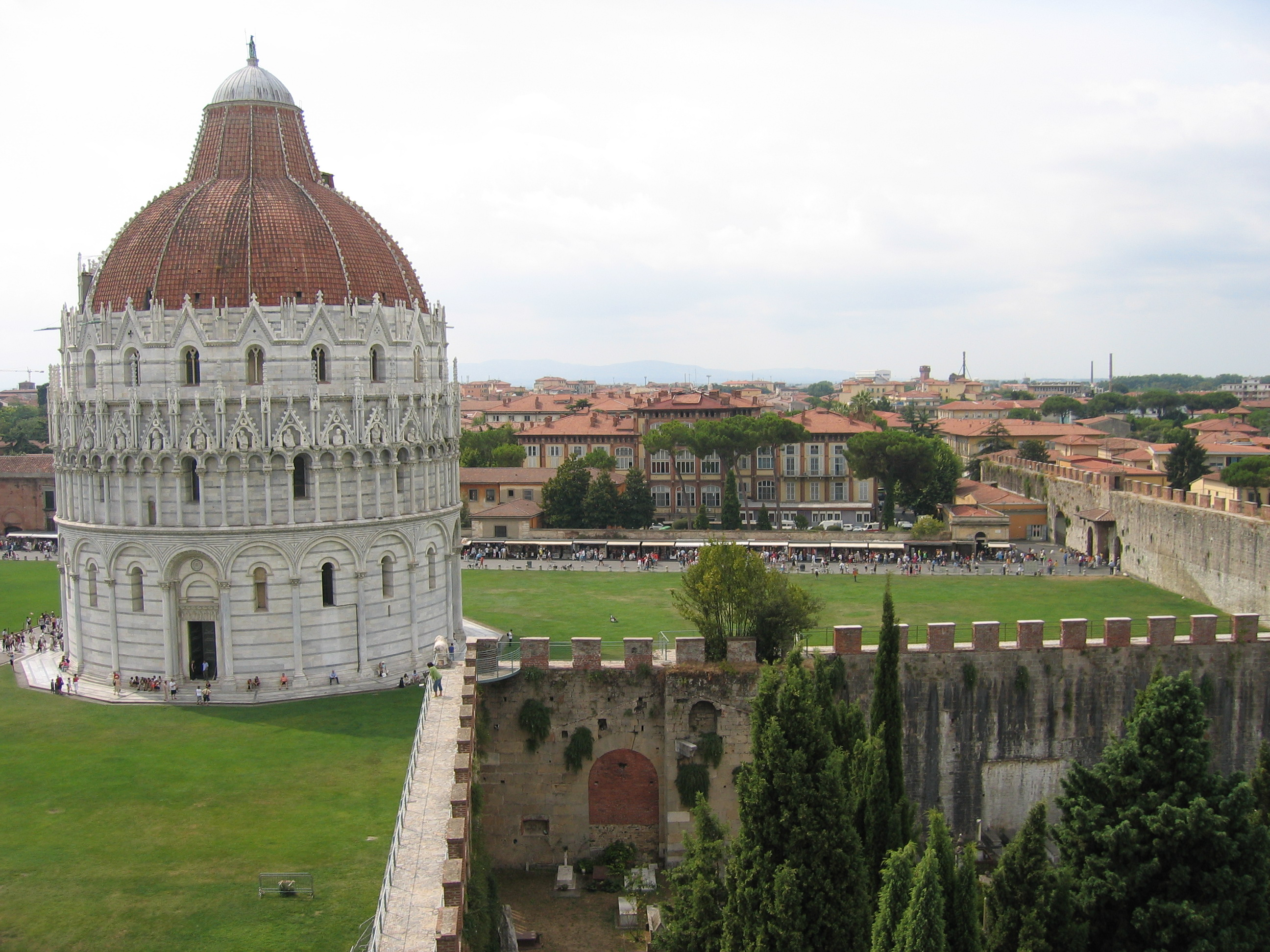
Vue d'ensemble